# Cabrera de Igualada
Cabrera de Igualada o Cabrera de Noya (en catalán y oficialmente Cabrera d'Anoia) es un municipio  y localidad española de la provincia de Barcelona, en la comunidad autónoma de Cataluña. El término municipal tiene una población de 1709 habitantes (INE 2024).

## Toponimia
Hasta la reforma de la nomenclatura municipal de 1916 el municipio se llamaba simplemente Cabrera. En dicha fecha su nombre fue modificado por el de Cabrera de Igualada. Posteriormente, el nombre oficial se cambió por el de Cabrera d'Igualada, modificado de nuevo en 2007 por el de Cabrera d'Anoia.
Es conocido también como Cabrera de Noya, debido al último cambio de nombre oficial.

## Geografía
La superficie del municipio es de  17,04 km². La localidad se encuentra a una altitud de unos 347 m sobre el nivel del mar. El término incluye los núcleos de población de Can Ros, Castell de Cabrera, Canaletes, Can Gallego, Can Feixes, Agulladolç, Can Fusté, Can Ferrer y Can Piquer. Joan Manuel Díaz Calvo fue alcalde del municipio.[¿cuándo?]

## Demografía
Cabrera de Igualada cuenta con una población de 1709 habitantes (INE 2024).
| Gráfica de evolución demográfica de Cabrera de Igualada entre 1842 y 2021 |
| |
| Población de derecho según los censos de población del INE. Población de hecho según los censos de población del INE.En estos censos se denominaba Cabrera d'Igualada: 1842, 1857, 1860, 1877, 1887, 1897, 1900, 1910, 1920, 1930, 1940, 1950, 1960, 1970, 1981, 1991 y 2001. |